# L'Enlèvement de Rebecca
L'Enlèvement de Rebecca est une peinture à l'huile sur toile réalisée en 1846 par le peintre romantique français Eugène Delacroix, et conservée au Metropolitan Museum of Art de New York depuis 1903 par un legs de la Collection Catharine Lorillard Wolfe, fonds Wolfe. 

## Thème
Tout au long de sa carrière, Delacroix s'est inspiré des romans de Walter Scott, auteur préféré des Romantiques français. Ce tableau représente une scène d'Ivanhoé, dans laquelle Rebecca, une jeune fille juive, qui avait été emprisonnée au château de Front-de-Bœuf, qu'on aperçoit en arrière-plan en flammes, est emmenée par deux gardiens sarrasins commandés par le cupide chevalier chrétien Bois-Guilbert.

## Description
Les poses contorsionnées et imbriquées et l'espace compact, qui passe brusquement d'un palier élevé et à travers une vallée profonde jusqu'à un château en arrière-plan, créent un sentiment de drame intense. Hormis la nature morte dans le coin inférieur gauche, le seul élément de calme est Rebecca elle-même.
Les critiques ont décrié les qualités romantiques de l'œuvre lors de sa présentation au Salon de peinture de 1846. Cependant, Charles Baudelaire fait le constat suivant : « La peinture de Delacroix est comme la nature ; elle a horreur du vide ».